# Andre Wakefield
Andre Wakefield (Chicago, 11 gennaio 1955) è un ex cestista statunitense, professionista nella NBA.

## Carriera
Venne selezionato dai Phoenix Suns al quinto giro del Draft NBA 1978 (107ª scelta assoluta).